# Lieskovec (kraj preszowski)
Lieskovec – wieś (obec) na Słowacji położona w kraju preszowskim, w powiecie Humenné. Pierwsze wzmianki o miejscowości pochodzą z roku 1430.
Według danych z dnia 31 grudnia 2012, wieś zamieszkiwało 459 osób, w tym 224 kobiety i 235 mężczyzn.
W 2001 roku rozkład populacji względem narodowości i przynależności etnicznej wyglądał następująco:
- Słowacy – 99,13%
- Czesi – 0,22%
- Ukraińcy – 0,43%
- Węgrzy – 0,22%

Ze względu na wyznawaną religię struktura mieszkańców kształtowała się w 2001 roku następująco:
- Katolicy rzymscy – 97,62%
- Grekokatolicy – 1,08%
- Prawosławni – 0,87%
- Ateiści – 0,43%